# 腺鳞毛蕨
腺鳞毛蕨（学名：Dryopteris alpestris）为鳞毛蕨科鳞毛蕨属下的一个种。

## 扩展阅读
- 維基物種上的相關：腺鳞毛蕨